# Halász Pál (jogász)
Halász Pál Ferenc (Budapest, Erzsébetváros, 1914. május 29. – Pécs, 1963. szeptember 18.) magyar jogász, jogtudós, jogi szakíró, egyetemi tanár, a jogi tudományok kandidátusa (1957), az államelmélet művelője.

## Életpályája
Halász (Fischer) Aladár (1881–1941) elemi iskolai tanító és Solti (Steininger) Terézia (1891–1949) ipariskolai tanítónő fiaként született zsidó családban. Középiskolai tanulmányait a budapesti Madách Imre Gimnáziumban végezte, ahol 1932-ben tett érettségi vizsgát. Ezután a Pázmány Péter Tudományegyetem Jog- és Államtudományi Karának hallgatója lett. Jogi tanulmányainak befejezése után 1937-től Budapesten volt ügyvédjelölt. 1938-tól az Országos Ifjúsági Bizottság, 1943-tól az illegális Magyar Kommunista Párt tagja volt. A német megszállást követően részt vett a fegyveres nemzeti ellenállásban, azonban a Gestapo letartóztatta és Budapest felszabadításáig fogságban tartották. 1945 januárja és májusa között a Budapesti–Belvárosi Nemzeti Bizottság elnöke, majd a következő év márciusáig az MKP Központi Vezetőség Közigazgatási Osztályának politikai munkatársa volt. 1946–1948 között a Budapest Székesfőváros XV. Kereskedelmi és Ipari Osztályának ügyosztályvezető-helyettes főjegyzőjeként, 1948 és 1960 között a főváros tisztifőügyész-helyetteseként működött. Időközben ügyvédi vizsgát tett (1948). 1950 1951-ben a Magyar Jogász Szövetség főtitkárhelyettese és a Budapesti Ügyvédi Kamara főtitkára. 1951-től a Pécsi Egyetemi Könyvtár igazgatója, 1952-től 1957-ig a Pécsi Tudományegyetem Állam- és Jogelméleti Tanszékén tanszékvezető egyetemi docens, 1957. szeptember 4-től haláláig tanszékvezető egyetemi tanár volt. Számos egyetemi jegyzetet, valamint kisebb tanulmányt írt. Öngyilkos lett.

## Családja
Első felesége az ungvári születésű Fischer Zsuzsa (1913–1952) orvos volt, Fischer Sándor és Róth Aranka lánya, akit 1938. augusztus 9-én Budapesten, a Józsefvárosban vett nőül. Második házastársa Várlaki Mária volt.
Gyermekei: Halász János (1940–), Halász Péter (1943–2006) színész, rendező és Halász András (1946–).

## Művei
- Állam és jogrend a szocialista forradalomban (Budapest, 1962)
- Társadalom, állam, jog (Antalffy Györggyel, Budapest, 1963)
- Az állam- és jogelmélet viszonya a marxizmus–leninizmushoz és a szaktudományokhoz. Jogtudományi Közlöny, 1956. 1. szám
- Az államfogalom meghatározásának néhány kérdése. Budapest, 1958
- Az államelmélet alapkérdései: állam, államtípus, államforma. Budapest, 1957

## Díjai, elismerései
- Magyar Népköztársasági Érdemrend
- Szocialista Munkáért Érdemérem (1960)[10]
- Magyar Partizán Emlékérem

## Emlékezete
A Pécsi köztemetőben nyugszik.